# Academia de Letras Jurídicas da Bahia
A Academia de Letras Jurídicas da Bahia (ALJBA) é uma organização acadêmica brasileira dedicada à cultura jurídica e com sede no bairro da Graça em Salvador. Foi fundada em 1983 por um grupo de dez juristas, dentre os quais Orlando Gomes, seu primeiro presidente. São elegíveis para compor a organização juristas com domicílio na Bahia, sendo ao todo 40 cadeiras, que são ocupadas de forma perpétua após aprovação em votação secreta.
Publica o periódico denominado Revista da Academia de Letras Jurídicas da Bahia (ISSN 2525-4057), com artigos acadêmicos e outros conteúdos de temática jurídica. Com o propósito de discutir assuntos úteis à sociedade baiana, aproximar-se da sociedade civil e manter-se financeiramente, a ALJBA planejou e realizou um congresso nacional em 2015. O evento se tornou a primeira edição do Congresso da Academia de Letras Jurídicas da Bahia, que chegou à quinta edição em 2021.
Orlando Gomes, Ivan Americano da Costa, José Abreu Filho, Manoel Ribeiro, Virgílio da Motta Leal Júnior, Edson Freire O'Dwyer, Genaro Oliveira, Aquinoel Neves Borges, Gerson Pereira dos Santos e Dylson Dórea fundaram em 7 de dezembro de 1983 a Academia de Letras Jurídicas da Bahia. No ano seguinte, conseguiram o reconhecimento legal da utilidade pública da organização recém-fundada. Em 12 de agosto de 2014 em João Pessoa, foi fundada a Federação das Academias de Letras Jurídicas do Brasil, da qual a ALJBA é membra.